# Хужина, Мая Викентьевна
Мая Викентьевна Хужина (род. 1 мая 1965, Керчь, Крымская область) - украинский и российский врач-невролог, муниципальный деятель. Председатель Керченского городского совета (2019-2020).

## Биография
Родилась 1 мая 1965 года в Керчи, Крымская область. Закончила в 1991 году Крымский медицинский институт по специальности лечебное дело. в 1992-2013 годах врач, заместитель главного врача по экспертизе временной нетрудоспособности Керченской портовой больницы. В 2013-2015 годах  врач-невролог Керченской городской больницы №1. В 2015 — сентябрь 2019 года заместитель главного врача по клинико-экспертной работе, и.о. главного врача Керченской городской больницы №2.
Член партии Единая Россия. Депутат Керченского городского совета.
С 26 сентября 2019 по 3 февраля 2020 года председатель Керченского городского совета Республики Крым – Глава муниципального образования городской округ Керчь.
С февраля 2020 года заместитель главного врача по медицинской части  ГБУЗ РК «Керченская больница им. Н.И. Пирогова».

### Скандал с поздравлениями блокадникам и отставка
27 января 2020 в день снятия блокады Ленинграда председатель Госсовета Керчи Мая Хужина с заместителем Ларисой Щербулой и коллегами навестили 11 местных жителей, переживших блокаду. Блокадникам вручили цветы, медали и батоны хлеба, назвав их «символическими» и отчитались о проделанном в соцсетях. Там начались возмущенные отклики, вызванные диссонансом между видом ветеранов и депутатов в дорогих шубах. Реакция появилась на сайте «Единой России» со ссылкой на депутата Госдумы и замсекретаря генсовета партии Александра Хинштейна: «Ситуация с поздравлениями ветеранов в Керчи сама по себе очень возмутительная, потому что это демонстрация явного к ним пренебрежения и неуважения. ''Единая Россия'' должна освободить председателя городского совета Керчи от должности секретаря местного отделения. А глава республики, в свою очередь, будет инициировать отстранение ее от должности председателя горсовета». 30 января Мая Хужина написала заявление об отставке, но позже отозвала его. «Я не виновата ни в чем. Я спросила у каждой блокадницы — обидела ли я их чем-то. Ни одна женщина и мужчина не сказали мне, что я их чем-то обидела. Они меня, наоборот, благодарили и спрашивали: ''Чем мы, Мая Викентьевна, можем помочь?''... ...у московских, питерских и материковых людей какой-то извращенный смысл».
Глава Крыма Сергей Аксёнов написал в соцсетях: "Считаю, что вся эта дикая история, вызвавшая широкий общественный резонанс, выглядит как издевательство, как унижение по отношению к блокадникам, просто к пожилым людям. Это абсолютно недопустимо! Завтра в течение дня Государственный совет Республики Крым проведет служебное расследование в отношении всех, кто принимал участие в мероприятии. Такие люди не должны и не будут возглавлять органы власти. Считаю, что нужны самые жесткие меры. Председатель горсовета Керчи и все депутаты должны быть уволены с занимаемых должностей, лишены депутатских мандатов и исключены из рядов партии «Единая Россия»".
3 февраля 2020 года Хужина прекратила свои полномочия в связи с отставкой по собственному желанию.  Отставку Хужиной и ее заместителя Ларисы Щербулы горсовет Керчи согласовал на внеочередной сессии, которая состоялась 3 февраля.